# 副里氏螳属
副里氏螳属（学名：Paraligaria）为色翅螳科的一个属。

## 下属物种
本属包括以下物种：
- 马拉维副里氏螳 Paraligaria malawica Beier, 1969